# 아우토반 27호선
아우토반 27호선(Bundesautobahn 27, BAB 27, A 27)은 발스로데에서 쿡스하펜까지 이르는 총 연장 162km의 거리를 이루는 아우토반 노선이다. 주요 접촉 도로를 보면 기점인 발스로데 분기점에서는 아우토반 7호선과 접촉하며, 브레멘주의 주도인 브레멘 분기점에서는 아우토반 1호선과 접촉한다. 다만 실질적인 종점인 쿡스하펜에서는 73번 국도와 접촉한 것으로 드러나고 있다. 또한 아우토반과 나란히 병주하고 있는 대형 항구가 존재하는 특색상 트럭이 자주 통행하는 길목이기도 하다. 그래서 브레머하펜 일원을 중심으로 트럭들이 자주 다니기 때문에 운전자들의 안전에 각별히 신경을 쓸 필요가 있는 길목이기도 하다. 또한 이 도로는 유럽 고속도로 234호선으로 지정되어 있다.

## 주요 접촉 도로
- 아우토반 1호선
- 아우토반 7호선
- 아우토반 20호선
- 아우토반 270호선
- 아우토반 281호선